# Óscar Vega Salinas
Óscar Vega Salinas (Pamplona, Navarra, 27 de enero de 1987) es un futbolista español. Juega de delantero y su equipo actual es el Club Lleida Esportiu.

## Trayectoria
Óscar Vega realizó la pretemporada 2009 y 2010 con el primer equipo de CA Osasuna y en 2010 fue cedido al SD Huesca. Óscar Vega ha sido el capitán del filial navarro en Segunda B y fue uno de los futbolistas más destacados consiguiendo 12 goles.
Tras dos años en Huesca, en los que apenas tuvo oportunidades para luchar por un puesto en el once. Fichó por el CD Leganés para la siguiente temporada.
En la 2013/2014 ficha por la Real Sociedad, pero se marcha cedido al Real Unión.

## Clubes
| Club                  | País              | Año       |
| --------------------- | ----------------- | --------- |
| CA Osasuna B          | Bandera de España | 2004-2009 |
| CA Osasuna            | Bandera de España | 2010      |
| SD Huesca             | Bandera de España | 2010-2012 |
| CD Leganés            | Bandera de España | 2012-2013 |
| Real Unión            | Bandera de España | 2013-2014 |
| Balompédica Conquense | Bandera de España | 2014-2015 |
| Club Lleida Esportiu  | Bandera de España | 2015-     |